# Jacob Kiplimo
Jacob Kiplimo (ur. 14 listopada 2000) – ugandyjski lekkoatleta specjalizujący się w biegach długich, brązowy medalista olimpijski.
Brązowy medalista mistrzostw świata juniorów w Bydgoszczy na dystansie 10 000 metrów (2016). W tym samym roku startował na igrzyskach olimpijskich w Rio de Janeiro, zostając w wieku 15 lat najmłodszym w historii ugandyjskim olimpijczykiem. Zawodnik zajął 11. miejsce w swoim biegu eliminacyjnym na 5000 metrów i nie awansował do finału. W 2017 triumfował w biegu juniorów podczas mistrzostw świata w biegach przełajowych w Kampali. Podczas igrzysk olimpijskich rozgrywanych w Tokio w 2021 roku wywalczył brązowy medal w biegu na 10 000 metrów. Brązowy medalista mistrzostw świata na tym samym dystansie w Eugene (2022).

## Osiągnięcia
| Rok  | Impreza                                   | Miejsce        | Konkurencja            | Pozycja    | Wynik    |
| ---- | ----------------------------------------- | -------------- | ---------------------- | ---------- | -------- |
| 2016 | Mistrzostwa świata juniorów               | Bydgoszcz      | bieg na 10 000 m       | 3. miejsce | 27:26,68 |
| 2016 | Igrzyska olimpijskie                      | Rio de Janeiro | bieg na 5000 m         | eliminacje | 13:30,40 |
| 2017 | Mistrzostwa świata w biegach przełajowych | Kampala        | bieg juniorów          | 1. miejsce | 22:40    |
| 2017 | Mistrzostwa świata                        | Londyn         | bieg na 5000 m         | eliminacje | 13:30,92 |
| 2018 | Igrzyska Wspólnoty Narodów                | Gold Coast     | bieg na 10 000 m       | 4. miejsce | 27:30,25 |
| 2018 | Mistrzostwa świata juniorów               | Tampere        | bieg na 5000 m         | 6. miejsce | 13:23,35 |
| 2018 | Mistrzostwa świata juniorów               | Tampere        | bieg na 10 000 m       | 2. miejsce | 27:40,36 |
| 2019 | Mistrzostwa świata w biegach przełajowych | Aarhus         | bieg seniorów          | 2. miejsce | 31:44    |
| 2019 | Mistrzostwa świata w biegach przełajowych | Aarhus         | drużyna seniorów       | 1. miejsce |          |
| 2020 | Mistrzostwa świata w półmaratonie         | Gdynia         | półmaraton             | 1. miejsce | 58:49    |
| 2020 | Mistrzostwa świata w półmaratonie         | Gdynia         | półmaraton (drużynowo) | 3. miejsce |          |
| 2021 | Igrzyska olimpijskie                      | Tokio          | bieg na 10 000 m       | 3. miejsce | 27:43,88 |
| 2022 | Mistrzostwa świata                        | Eugene         | bieg na 10 000 m       | 3. miejsce | 27:27,97 |
| 2022 | Igrzyska Wspólnoty Narodów                | Birmingham     | bieg na 5000 m         | 1. miejsce | 13:08,08 |
| 2022 | Igrzyska Wspólnoty Narodów                | Birmingham     | bieg na 10 000 m       | 1. miejsce | 27:09,19 |
| 2023 | Mistrzostwa świata w biegach przełajowych | Bathurst       | bieg seniorów          | 1. miejsce | 29:17    |
| 2023 | Mistrzostwa świata w biegach przełajowych | Bathurst       | drużyna seniorów       | 3. miejsce |          |
| 2024 | Mistrzostwa świata w biegach przełajowych | Belgrad        | bieg seniorów          | 1. miejsce | 28:09    |
| 2024 | Mistrzostwa świata w biegach przełajowych | Belgrad        | drużyna seniorów       | 2. miejsce |          |
| 2024 | Igrzyska olimpijskie                      | Paryż          | bieg na 10 000 m       | 8. miejsce | 26:46,39 |

## Rekordy życiowe
- bieg na 3000 metrów – 7:26,64 (2020) rekord Ugandy
- bieg na 5000 metrów – 12:40,96 (2024) 8. wynik w historii światowej lekkoatletyki
- bieg na 10 000 metrów – 26:33,93 (2021)
- półmaraton – 56:42 (2025) rekord świata
- maraton – 2:03:37 (2025) rekord Ugandy